# Seznam slovenskih astrologov
Seznam slovenskih astrologov.

## A
- Gaia Asta

## B
- Mario Baar

## G
- Viktor Gerkman

## J
- Bern Jurečič

## K
- Ema Kurent
- Herman Koroški
- Teodora S Kosmike
- Rudica Kovačič
- Armand Keber

## M
- Meta Malus
- Mihaela Malečkar
- Srečko Možina

## P
- Andrej Perlah

## L
- Jonas Lušin Kosler

## P
- Stane Padežnik

## R
- Matjaž Regovec

## S
- Irena Stopar

## Š
- Tadej Šink

## W
- Aleksandra Winkler Drole?